# Thiago Moura
Thiago Julio Souza Alfano Moura (San Paolo del Brasile, 27 novembre 1995) è un altista brasiliano.

## Biografia
Nel 2012 fu medaglia d'argento nel salto in alto ai campionati sudamericani allievi di Mendoza e, dopo altre partecipazioni a competizioni continentali giovanili, nel 2019 si classificò quarto nel salto in alto ai campionati sudamericani assoluti di Lima.
Nel 2020 conquistò la medaglia di bronzo ai campionati sudamericani indoor di Cochabamba e l'anno successivo quella d'argento ai campionati sudamericani all'aperto di Guayaquil. Lo stesso anno prese parte ai Giochi olimpici di Tokyo, dove però non raggiunse la finale del salto in alto.
Nel 2022 fu campione sudamericano al coperto del salto in alto, titolo conquistato ai campionati indoor di Cochabamba; un mese dopo si classificò quinto nel salto in alto ai campionati mondiali indoor di Belgrado, dove fece registrare il nuovo record sudamericano.

## Record nazionali
- Salto in alto indoor: 2,31 m  ( Belgrado, 20 marzo 2022)

## Progressione

### Salto in alto
| Stagione | Misura | Luogo                 | Data       | Rank. Mond. |
| -------- | ------ | --------------------- | ---------- | ----------- |
| 2022     | 2,25 m | Bragança Paulista     | 6-2-2022   |             |
| 2021     | 2,28 m | Bragança Paulista     | 23-6-2021  |             |
| 2020     | 2,27 m | Campinas              | 26-9-2020  |             |
| 2019     | 2,22 m | Santiago del Cile     | 6-4-2019   |             |
| 2018     | 2,19 m | Bragança Paulista     | 16-9-2018  |             |
| 2017     | 2,20 m | Santiago del Cile     | 9-4-2017   |             |
| 2016     | 2,16 m | Sao Bernardo do Campo | 21-4-2016  |             |
| 2015     | 2,15 m | Sao Bernardo do Campo | 14-3-2015  |             |
| 2014     | 2,15 m | San Paolo             | 14-9-2014  |             |
| 2013     | 2,13 m | Campinas              | 15-9-2013  |             |
| 2012     | 2,07 m | Mendoza               | 27-10-2012 |             |
| 2011     | 1,85 m | San Paolo             | 25-9-2011  |             |

### Salto in alto indoor
| Stagione  | Misura | Luogo              | Data      | Rank. Mond. |
| --------- | ------ | ------------------ | --------- | ----------- |
| 2021-2022 | 2,31 m | Belgrado           | 20-3-2022 |             |
| 2019-2020 | 2,19 m | Cochabamba         | 2-2-2020  |             |
| 2017-2018 | 2,20 m | São Caetano do Sul | 17-1-2018 |             |
| 2013-2014 | 2,10 m | São Caetano do Sul | 16-2-2014 |             |

## Palmarès
| Anno | Manifestazione        | Sede          | Evento        | Risultato      | Prestazione | Note                |
| ---- | --------------------- | ------------- | ------------- | -------------- | ----------- | ------------------- |
| 2012 | Sudamericani allievi  | Mendoza       | Salto in alto | Argento        | 2,07 m      |                     |
| 2013 | Panamericani juniores | Medellín      | Salto in alto | 5º             | 2,10 m      |                     |
| 2013 | Sudamericani juniores | Argentina     | Salto in alto | 4º             | 2,06 m      |                     |
| 2019 | Sudamericani          | Lima          | Salto in alto | 4º             | 2,10 m      |                     |
| 2020 | Sudamericani indoor   | Cochabamba    | Salto in alto | Bronzo         | 2,19 m      |                     |
| 2021 | Sudamericani          | Guayaquil     | Salto in alto | Argento        | 2,23 m      |                     |
| 2021 | Giochi olimpici       | Tokyo         | Salto in alto | Qualificazione | 2,21 m      |                     |
| 2022 | Sudamericani indoor   | Cochabamba    | Salto in alto | Oro            | 2,22 m      |                     |
| 2022 | Mondiali indoor       | Belgrado      | Salto in alto | 5º             | 2,31 m      | Record sudamericano |
| 2022 | Mondiali              | Eugene        | Salto in alto | 18º (q)        | 2,25 m      |                     |
| 2022 | Giochi sudamericani   | Asunción      | Salto in alto | Oro            | 2,19 m      |                     |
| 2023 | Giochi panamericani   | Santiago      | Salto in alto | 9º             | 2,18 m      |                     |
| 2025 | Sudamericani          | Mar del Plata | Salto in alto | Oro            | 2,16 m      |                     |